# Mary Fowler
Mary Boio Fowler (Cairns; 14 de febrero de 2003) es una futbolista australiana. Juega como delantera para el Manchester City de la FA Women's Super League de Inglaterra y para la selección de Australia.

## Trayectoria

### Adelaide United
Fowler debutó en la W-League, máxima categoría del fútbol femenino en Australia, con el Adelaide United en el partido inaugural de la temporada 2019-20. Marcó su primer gol en este encuentro en una derrota 2-1 ante el Western Sydney Wanderers.

### Montpellier HSC
En enero de 2020, fichó por el Montpellier HSC de la Division 1 Féminine de Francia,  haciendo su debut contra el Olympique de Lyon Femenino un mes después. La temporada fue luego suspendida debido a la pandemia por COVID-19.[cita requerida] 
En la temporada 2020-21 sus minutos de juego aumentaron considerablemente. Al 1 de junio de 2021 había sido titular en 15 de sus 22 partidos, con 5 goles en su haber.[cita requerida]
En mayo de 2021, ESPN la incluyó en su lista de 21 promesas juveniles a nivel internacional.

### Manchester City
Fowler se incorporó al Manchester City de la FA WSL en junio de 2022

## Estadísticas

### Clubes
| Club                | País       | Año             |
| ------------------- | ---------- | --------------- |
| Illawarra Stingrays | Australia  | 2019            |
| Bankstown City FC   | Australia  | 2019            |
| Adelaide United     | Australia  | 2019 - 2020     |
| Montpellier HSC     | Francia    | 2020 - 2022     |
| Manchester City     | Inglaterra | 2022 - presente |